# Jean Vander Pyl
Jean Thurston Vander Pyl (Philadelphia, 11 oktober 1919 – Dana Point, 10 april 1999) was een Amerikaans actrice en stemactrice.
Vander Pyl is vooral bekend geworden door het inspreken van de stemmen van Wilma Flintstone in The Flintstones (1960-1966) en Rosey the Robot in The Jetsons (1962-1987).